# Katastrofa budowlana we Lwowie (1922)
Katastrofa budowlana we Lwowie – katastrofa budowlana we Lwowie, która wydarzyła się 2 czerwca 1922.

## Opis
Do zdarzenia doszło wieczorem 2 czerwca 1922. Zawaleniu uległa jedna z większych kamienic przy ul. Krakowskiej 8. Pochodziła z XVII wieku i nigdy nie była restaurowana. W mieszkaniach 3-piętrowej kamienicy zamieszkiwało prawie 200 osób, głównie przedstawiciele proletariatu narodowości żydowskiej. 
Budynek należał do Schönwettera, który nie przeprowadzał napraw obiektu mimo nakazów ze strony władz.
Pod gruzami znalazło się kilkadziesiąt osób (w czasie katastrofy w budynku przebywały głównie kobiety i dzieci). Po zdarzeniu na miejscu przy odgruzowywaniu pracowała straż ogniowa i wojsko.
W katastrofie śmierć poniosło 17 osób (stan do ok. 10 czerwca 1922). Z 7-osobowej rodziny Link zginęło 6 osób.